# Vrbas (řeka)
Vrbas (srbsky Врбас) je řeka v Bosně a Hercegovině. Protéká Středobosenským kantonem ve Federaci Bosny a Hercegoviny a regionem Banja Luka v Republice srbské. Je dlouhá 256 km. Povodí má rozlohu 6 386 km².

## Průběh toku
Pramení v horách Vranica, zhruba uprostřed země. Od města Jajce až po obec Krupa na Vrbasu protéká hlubokým odlehlým údolím. Převážnou část toku protéká Dinárskou pahorkatinou. Vlévá se zprava do Sávy (povodí Dunaje), na hranici s Chorvatskem, u města Srbac. Zatímco v horním toku řeka vytváří hluboká koryta, v úseku od města Banja Luka až po soutok s řekou Sávou značně meandruje a vyskytují se okolo ní i lužní lesy.
Řeka protéká těmito městy Uskoplje, Bugojno, Donji Vakuf, Jajce, Banja Luka. Poblíž Banja Luky se nacházejí léčivé minerální prameny obsahující síru. Podle řeky se v dobách předválečné Jugoslávie jmenovala i Vrbaská bánovina.

## Vodní režim
Vyšší vodní stavy jsou na jařa a na podzim. Průměrný roční průtok na dolním toku činí 70 m³/s.

## Využití
V povodí byly vybudovány nevelké hydroelektrárny. Jedna z nich se nachází u obce Bočac, u města Mrkonjić Grad.
Řeka protéká značnou část svého toku zemědělsky intenzivně využívanou krajinou, 35 % povodí řeky je využíváno jako orná půda.